# Lume fără sfârșit (film)
World Without End este numele unui film B science-fiction, produs în 1956 de Allied Artists. Este primul thriller science-fiction în CinemaScope. În film interpretează actorii Hugh Marlowe, Rod Taylor, Nancy Gates, Christopher Dark și Nelson Leigh și este regizat de Edward Bernds.
Patru astronauți se întorc de pe o călătorie pe planeta Marte în momentul în care sunt prinși într-un vârtej temporal care îi aruncă în secolul al XXVI-lea pe o planetă Pământ post-apocaliptică populată de mutanți. 

## Actori
- Hugh Marlowe este John Borden
- Nancy Gates este Garnet
- Nelson Leigh este Dr. Eldon Galbraithe
- Rod Taylor este Herbert Ellis
- Shirley Patterson este Elaine (ca Shawn Smith)
- Lisa Montell este Deena
- Christopher Dark este Henry 'Hank' Jaffe
- Booth Colman este Mories
- Everett Glass este Timmek
- Stanley Fraser este Elda